# Memorial Necrópolis Ecuménica
El Memorial Necrópolis Ecuménica es un cementerio brasileño de forma vertical, considerado el más alto del mundo por el Libro Guinness de los récords.
Ubicado en la ciudad de Santos, en el estado de São Paulo, la construcción comenzó en 1983 y finalizó en 1991. Fue el primer cementerio vertical de América Latina.
Este edificio de 14 pisos alberga más de 16.000 tumbas. Hay planes para ampliarlo aún más para que pueda albergar 25.000 tumbas y alcanzar una altura de 108 metros, lo que equivaldría a aproximadamente 30 pisos.

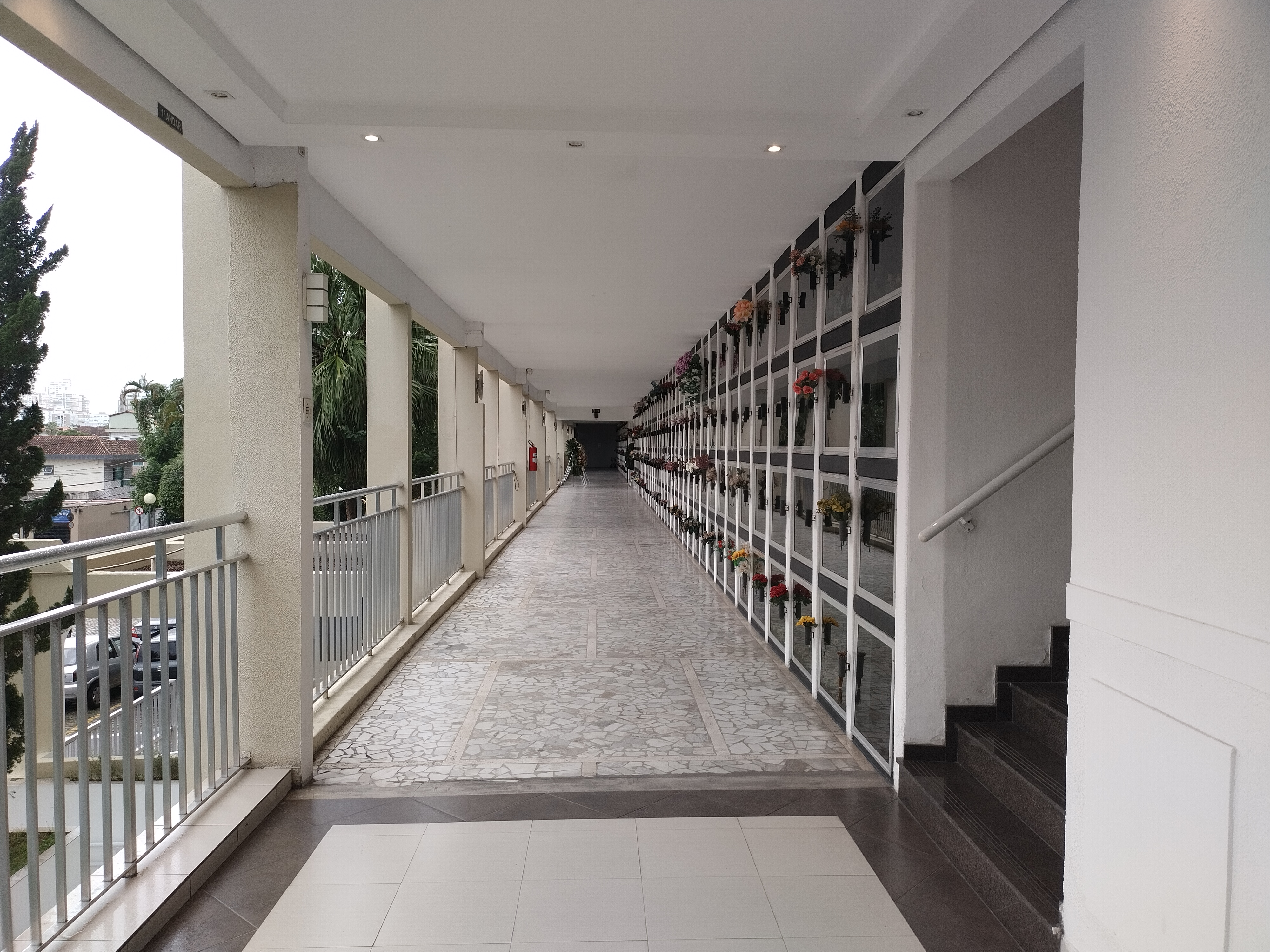
primer piso del cementerio.

Su construcción está relacionada con la creciente urbanización y el consiguiente aumento de los precios inmobiliarios en las regiones centrales.
En julio del 2003, el futbolista Pelé adquirió un espacio en el noveno piso del Memorial Necrópolis Ecuménica. El jugador afirmó que el ambiente ni siquiera se parecía a un cementerio y transmitía paz espiritual y tranquilidad. Coincidentemente, es posible ver el estadio Vila Belmiro desde su entrada.